# 景峰足球會
香港港菁足球會（英語：Hong Kong Sapling Football Club），簡稱「港菁」，是香港的一間足球會，現時以景峰的名義在香港甲組聯賽角逐。
港菁於2011年創立，並於2016年和2017年之間兩度重組，以香港青年球員為主要班底，情況如日本的日職聯U22選拔隊以及新加坡的幼獅足球會為青年球員提供頂級聯賽的固定參賽機會，惟球季結束後宣布解散。至2016年重新組隊以標準灝天名義參空降港超聯，不過重組參賽一季後再度易手，由時任英格蘭球會伯明翰主席楊梓驄與港甲射手梁智駒帶領。2017年以夢想FC名義出戰港超聯，兩季後因贊助商不再支持而自降甲組，並改名為景峰出戰甲組聯賽。曾加盟港超球會夢想FC的祖亞昆向國際足協追討夢想FC欠薪獲判勝訴，港菁會籍現有球隊景峰被罰須賠八十萬元及未來三個轉會窗禁止註冊球員。2020年11月16日，景峰領隊梁智駒確認退出甲組聯賽兩季。

## 球隊歷史

### 港菁（2011–12年）

港菁會徽

在2011年8月11日由於乙組聯賽亞軍球會港迪因資金問題放棄升班，而香港足球總會為了讓2011/12年度甲組聯賽維持10隊參賽決定成立一支培訓本土年青球員的球隊參賽，由於隊員全都是參加2013年東亞運動會適齡球員最初曾有意命名為「東亞13」最終定名為「港菁」，港菁隊員以香港青年球員為主要班底情況如日本的日職聯U22選拔隊以及新加坡的幼獅足球會，為青年球員提供頂級聯賽的固定參賽機會被視為香港08以及華家堡的延續版本，當時香港足總聘請專人設計的港菁會徽惟被指抄襲英超球會韋根的會徽因此被網民戲稱為「港版韋根」，被揭發後香港足總即時推出另一版本會徽最終港菁在2011/12球季在10隊中名列第9球季結束後宣布解散。

### 標準灝天（2016–17年）
2016/17球季，香港足球總會重新使用「港菁」會籍重新組隊以空降形式參加港超聯首季班費大概600萬，由標準流浪及灝天黃大仙兩隊的冠名贊助攜手合作另加個別足總董事私人形式贊助，同時贊助商灝天金融及標準錶針聯合冠名以「標準灝天」名義參賽以斧山道運動場作主場，而標準灝天仍然會貫徹重用年輕球員宗旨為香港青年球員提供參賽機會，重組後首季由來的標準流浪總監李輝立領導最終於11支球隊之中獲得第9護級成功，至完季後理文集團把流浪管理權交還並自立門戶理文續戰港超聯令標準灝天解散，而大部份球員隨球隊總監李輝立轉投標準流浪。

### 夢想FC（2017年–2019年）

#### 2017–18球季
2017–18球季，標準灝天重組參賽一季後再度易手由前東方班主黎同光接手及注資，於本會成立之際獲現時的英冠球會伯明翰主席楊梓驄提供外國球隊的資訊，兩人攜手帶領球隊使用「港菁」會籍以「夢想FC」名義出戰香港超級聯賽，本來想申請鄧肇堅運動場作主場但由於手續需時而未能成事暫時要用青衣運動場作主場。「夢想FC」首季班費大概700萬，由一班經體院出身的舊部（1997年體院足球部解散）的教練團，包括行政總裁梁智駒、副總監李思明、主教練梁志榮、教練冼家裕以及守門員教練鄭皓文等帶領，並羅致不少及從友會借用年青球員。2017年9月30日，行政總裁梁智駒於香港電台節目《波樂無窮》宣布成功收購「港菁」母公司「香港港菁足球會有限公司」，故此「港菁足球會」屬於「夢想體育會」全資擁有。
外援方面將全用西班牙外援，包括曾在港效力演出備受好評的球隊副隊長柏保路，在7月26日於石硤尾公園人造草足球場正式開操及舉辦記者會，首季將由前南華及香港隊隊長陳偉豪出任隊長，而柏保路則獲委任球隊副隊長，而西班牙品牌KELME亦全力贊助首季球隊的裝備，雖然只是首季成軍，但除了希望贏得盃賽外更有一個長遠發展計劃，並已在屯門覓地興建訓練基地斥資約1千萬港元興建一個有宿舍等配套的專屬球場，重建銀禧體育中心協助青訓發展並希望在來季可以使用。於2017年8月26日球會歷史上首場聯賽以1–1逼和和富大埔到9月16日對陽光元朗的第三場聯賽以3–1勝出取得球會歷史上首場勝仗。
2018年3月2日，攻擊中場歐陽耀冲從中超球會貴州智誠強勢加盟，穿89號球衣應付下半季賽事。2018年4月22日，夢想FC與英國著名私立學校布魯克豪斯足球學院就合作計劃「Road To Big Dream」進行簽約儀式。

#### 2018–19球季
2018年7月起，夢想陸續公佈各項職球員變動，離隊職球員，退役與轉行的球員包括李嘉進、林雲傑、梁家希。球隊於2018年7月18日（星期三）正式開操，正式公佈新一季球隊贊助商，今季班費一千一百萬港元。新球員加盟事宜及來季展望，以主場不敗、聯賽前五和菁英盃為目標。

### 景峰（2019年–）

#### 2019–20球季
2019年7月11日，因班費問題，夢想宣佈自願降至港甲，並向足總提出相關申請。
隊中大量球員轉投其他港超球隊。球隊易名景峰參與甲組聯賽，首場比賽於9月8日天業路公園下午1點半對東區。

#### 2020–21球季
2020年11月16日，景峰確認在國際足協對俱樂部實行轉會禁令後，他們將退出當地比賽兩個賽季。新季港甲原定有15隊參加，但據悉曾加盟港超前球會夢想FC兩季的祖亞昆，早前向國際足協追討夢想逾年欠薪獲判勝訴，該會籍現有球隊景峰被罰須賠80萬元及未來3個轉會窗禁止註冊球員，並在近日去信足總確認退賽，令港甲餘下14隊參賽；景峰方面接受查詢時確認不會參賽。祖亞昆於2017年夏天，加盟夢想FC征戰港超兩季，去年5月31日約滿離隊。消息指，他現於西班牙低組別聯賽落班，去年底就夢想欠薪逾年一事尋求FIFA仲裁，最終在多個月前獲判勝訴，欠薪連賠償獲賠80萬港元。夢想以港菁會籍出戰港超，上季散班自降港甲後，港菁會籍的球隊易名為景峰參加甲組。
據了解，足總早前收到FIFA信件要求處理事件，判港菁會籍球隊敗訴及仍未向相關外援支付欠薪下，被禁未來3個轉會窗註冊新球員。景峰近日去信足總，指今季港甲要求每場比賽至少派2名U22球員規定，但球隊目前未有足夠U22球員，現被禁註冊新球員，未能滿足條件下只能退賽。
景峰領隊梁智駒接受報章查詢時確認此事，提及前季季中羅致另一外援亞哥斯達後，取消了祖亞昆的註冊，對方於完季前擅自離隊。他補充，曾到足總備案及就合約跟對方提出和解，最後諮詢律師意見後決定不上訴，但不會支付賠償款項，承認景峰與夢想老闆不同，難以追討此前欠薪，並決定景峰未來兩季不參賽。他透露，12名景峰球員包括曾征戰港超的彭超然及外援施素高，將轉投同在甲組的大埔。

## 球會榮譽
| 榮譽            | 次數        | 年度        |
| 本 土 聯 賽     | 本 土 聯 賽 | 本 土 聯 賽 |
| --------------- | ----------- | ----------- |
| 預備組聯賽 冠軍 | 1           | 2016–17年   |

## 球會文化
球會於2017年更名為「夢想FC」後，以facebook專頁作為互動平台，透過創意帖文建立了惡搞、活潑為主的風格定位，其中歐陽耀冲加盟夢想短片獲得逾10萬次點擊。
(只限港超時代)

## 球隊名字以及冠名變遷
| 年度          | 球隊中文名稱 | 球隊英文名稱       | 冠名贊助           |
| ------------- | ------------ | ------------------ | ------------------ |
| 2011–2012年   | 港菁         | Hong Kong Saplings | 無                 |
| 2016–2017年   | 標準灝天     | Biu Chun Glory Sky | 標準錶針、灝天金融 |
| 2017–2019年   | 夢想FC       | Dreams FC          | 夢想沙龍           |
| 2019年–2020年 | 景峰         | King Fung          |                    |

## 人員名單

### 管理層及職員名單
| 位 置                   | 名 稱 及 國 籍 |
| ----------------------- | -------------- |
| 管 理 層                |                |
| 領隊：                  | 陳景泰         |
| 行政總裁：              | 梁智駒         |
| 總監：                  | 歐偉倫         |
| 副總監：                | 李思明         |
| 教 練 團 及 青 訓 系 統 |                |
| 主教練：                | 蘇來強         |
| 助理教練:               | 黃耀富         |
| 技術顧問:               | 李思明         |
| 守門員教練：            | 保羅           |
| 體能教練：              | 陳卓光         |
| 戰術分析：              | 卓卓           |
| 星 級 大 使             |                |
| 球會大使：              | 姚學文         |
| 球會大使：              | 鄭少偉         |
| 慈善大使:               | 談善言         |
| 慈善大使:               | 蔚雨芯         |
| 慈善大使:               | ReVe           |
| 星級打氣團:             | 范振鋒         |

### 球員名單（2019/20）
| 號碼 | 國籍       | 球員名字                       | 出生日期       | 加盟年份 | 前效力球會 | 球員註冊身份 | 備註   |
| 門將 | 門將       | 門將                           | 門將           | 門將     | 門將       | 門將         | 門將   |
| ---- | ---------- | ------------------------------ | -------------- | -------- | ---------- | ------------ | ------ |
| 1    | 香港       | 莊卓威                         |                | 2019年   | 香港       | U-25青年球員 | 新加盟 |
| 12   | 香港       | 程文俊                         |                | 2019年   | 香港       |              | 新加盟 |
| 後衛 |            |                                |                |          |            |              |        |
| 2    | 香港       | 李志豪（Lee Chi Ho）           | 1982年11月16日 | 2019年   | 愉園       |              | 新加盟 |
| 4    | 香港       | 戴偉崙（                       |                | 2019年   | 香港       |              | 新加盟 |
| 13   | 香港       | 謝敏榮（Tse Man Wing）         | 1983年1月5日   | 2018年   | 東方龍獅   |              |        |
| 17   | 香港       | 李靈峰（Li Ling Fung）         |                | 2019年   | 香港       |              | 新加盟 |
| 23   | 香港       | 陳世昌（                       |                | 2019年   | 香港       |              | 新加盟 |
| 24   | 香港       | 林子聰（Lam Tze Chung）        |                | 2019年   | 香港       |              | 新加盟 |
| 26   | 香港       | 李曉亮（                       |                | 2019年   | 香港       |              | 新加盟 |
| 29   | 香港       | 殷惠康（Yan Wai Hong）         |                | 2019年   | 香港       |              | 新加盟 |
| 中場 |            |                                |                |          |            |              |        |
| 6    | 香港       | 李浩然                         |                | 2019年   | 香港       | U-25青年球員 | 新加盟 |
| 7    | 香港       | 梁子駿（Leung Tsz Chun）       | 1985年5月19日  | 2018年   | 冠忠南區   |              |        |
| 8    | 香港       | 蘇來強 (So Loi Keung）         | 1981年10月27日 | 2019年   | 中西區     |              | 新加盟 |
| 10   | 香港       | 蔡子聰                         |                | 2019年   | 中西區     |              | 新加盟 |
| 18   | 香港       | 吳兆輝                         |                | 2019年   | 香港       |              | 新加盟 |
| 20   | 巴西       | 迪亞高（Diego Silva Patriota） | 1986年8月22日  | 2019年   | 鄒北記     |              | 新加盟 |
| 21   | 香港       | 盧俊傑（Lo Chun Kit）          |                | 2019年   |            |              | 新加盟 |
| 28   | 香港       | 郭建邦（Kwok Kin Pong）        | 1987年3月30日  | 2019年   | 自由身     |              | 新加盟 |
| 30   | 香港       | 黃祖心（Wong Cho Sum）         | 1998年12月6日  | 2019年   | 和富大埔   | U-25青年球員 | 新加盟 |
| 前鋒 |            |                                |                |          |            |              |        |
| 9    | 刚果共和国 | 施素高（Tiekoro Sissoko）      | 1996年4月16日  | 2019年   | 標準流浪   |              | 新加盟 |
| 11   | 香港       | 陳浩峰（Chan Ho Fung）         |                | 2019年   | 香港       |              | 新加盟 |
| 22   | 香港       | 李俊文                         |                | 2019年   | 南華青年軍 | U-25青年球員 | 新加盟 |

## 歷任職球員名單

### 會長
- 黎展維(2017年-2019年）

### 主席
- 楊梓聰(2017年-2019年）

### 歷任領隊
- 陳景泰(2019年-）

### 歷任行政總裁
- 梁智駒(2017年-）

### 歷任主教練
- 蘇來強(2019年-）
- 梁志榮(2017年-2019年）

### 歷任隊長
- 盧俊傑（2019年–
- 陳偉豪（2017年–2019年

### 曾效力本地球員
| 夢想體育會 - 曾效力本地球員 | 夢想體育會 - 曾效力本地球員 | 夢想體育會 - 曾效力本地球員 | 夢想體育會 - 曾效力本地球員 | 夢想體育會 - 曾效力本地球員 |
| --------------------------- | --------------------------- | --------------------------- | --------------------------- | --------------------------- |
| 羅梓駿                      | 陳湛羲                      | 梁家希                      | 劉德仁                      |                             |
| 林雲傑                      | 李嘉進                      | 鄭展龍                      | 黃耀富                      |                             |
| 廖培楓                      | 播磨浩謙                    | 歐陽耀沖                    | 黃志聰                      |                             |

### 曾效力外援球員
| 夢想體育會 - 曾效力外援球員 | 夢想體育會 - 曾效力外援球員 | 夢想體育會 - 曾效力外援球員 | 夢想體育會 - 曾效力外援球員 | 夢想體育會 - 曾效力外援球員 | 夢想體育會 - 曾效力外援球員 | 夢想體育會 - 曾效力外援球員 |
| --------------------------- | --------------------------- | --------------------------- | --------------------------- | --------------------------- | --------------------------- | --------------------------- |
| 亞哥斯達                    | 希堅奴                      | 加倫                        | 雷斯                        | 祖亞昆                      | 拿祖                        |                             |
| 柏保路                      | 馬高斯                      | 川瀨浩太                    | 尹東憲                      |                             |                             |                             |

## 外部連結
- 香港足球總會官方網站
- 夢想足球隊官方Facebook專頁 （页面存档备份，存于）
- 夢想足球隊官方Instagram帳戶